# Afrikaner Broederbond
L'Afrikanerbond o Lega Afrikaner (nome attuale dell'Afrikaner Broederbond o Fratellanza Afrikaner) è un'associazione che mira a promuovere gli interessi della comunità afrikaner. Negli anni dell'apartheid la maggior parte dei ministri ne erano membri insieme ad influenti esponenti della Chiesa calvinista, a docenti universitari, professionisti, militari e funzionari di polizia. È sempre stata opinione corrente (regolarmente smentita) che la decisioni più importanti adottate dal Sudafrica negli anni dell'apartheid venissero adottate durante gli incontri del segretissimo Broederbond.
Nel 1979 il libro Broederbond: The Super-Afrikaners di Ivor Wilkins e Hans Strydom ha fatto grande scalpore poiché conteneva, oltre ad un'ampia descrizione del Broederbond, un'appendice di 139 pagine con nome, professione ed altre informazioni su ciascun membro del Broederbond.